# Yduqs
Yduqs (Eigenschreibweise YDUQS)  ist eine brasilianische  börsennotierte Holdinggesellschaft mit Sitz in Rio de Janeiro mit Schwerpunkt auf Hochschulbildung. Im Jahr 2018 war es nach Kroton Educacional das zweitgrößte Hochschulunternehmen in Brasilien. YDUQS verfügt über 119 Abteilungen, 700.000 Studierende, darunter 5.000 im Fach Medizin, 15 Marken und 1.100 Digital Learning Center.
Sein alter Name, Estácio, stammt vom portugiesischen Ritter und Militäroffizier Estácio de Sá, dem Gründer der Stadt Rio de Janeiro. Die Estácio de Sá-Universität im Besitz von YDUQS ist die zweitgrößte Universität in Brasilien mit mehr als 311.900 Studenten an 57 Standorten im ganzen Land, von denen sich 39 im Bundesstaat Rio de Janeiro befinden.
Im Jahr 2019 gab YDUQS die Übernahme des Centro Universitário Toledo (Unitoledo in Araçatuba-SP) bekannt, das zur Premium-Lehrmarke der Gruppe wird. Im selben Jahr erwarb die Institution auch Faculdade Ibmec, Wyden Educacional und Damásio Educacional.
Am 4. Juni 2020 wurde die Grupo Athenas Educacional erworben.